# Sumpah Orang Minyak
Pour plus de détails, voir Fiche technique et Distribution.
Sumpah Orang Minyak (La malédiction de l’homme huile) est un film d'horreur malais de 1958, réalisé et interprété par P. Ramlee.

## Synopsis
Dans un village isolé de Tualang Tiga, Bongkok, né difforme et bossu, endure les moqueries et les sévices des habitants. Après avoir été violemment agressé pour son amour secret envers la fille du chef, il est laissé pour mort. Cependant, une rencontre divine lui offre une seconde chance sous une forme transformée. De retour dans le village, il espère retrouver son amour, mais un événement tragique le pousse à rompre son serment initial, brisant ainsi son pacte avec le ciel. Dans un moment de désespoir, il est tenté par le diable, qui lui impose une sombre quête en échange de ses désirs.

## Fiche technique
- Titre : Sumpah Orang Minyak
- Réalisation : P. Ramlee
- Scénario : Teuku Djaafar et P. Ramlee
- Photographie : Abu Bakar Ali
- Montage : H. R. Narayana
- Production : Run Run Shaw
- Société de production : Malay Film Productions et Shaw and Sons
- Pays :  Singapour et  Malaisie
- Langue : malais
- Genre : Drame, thriller, horreur et fantasyfantastique
- Durée : 90 minutes
- Format : Noir et blanc
- Date de sortie : 1956